# Челноки

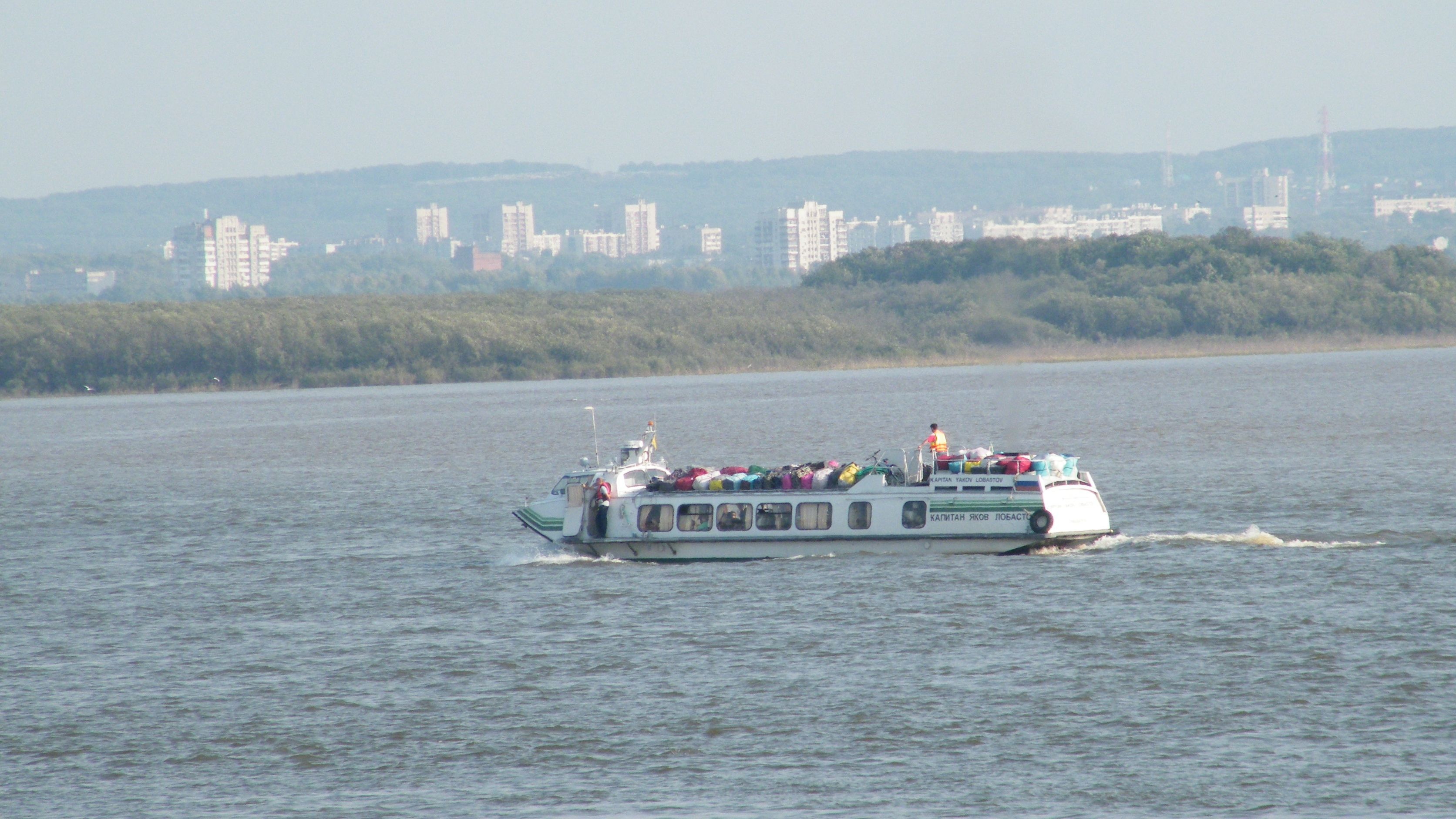
Теплоход «Полесье» привёз из Фуюаня в Хабаровск группу «челноков». На крыше сложен багаж.

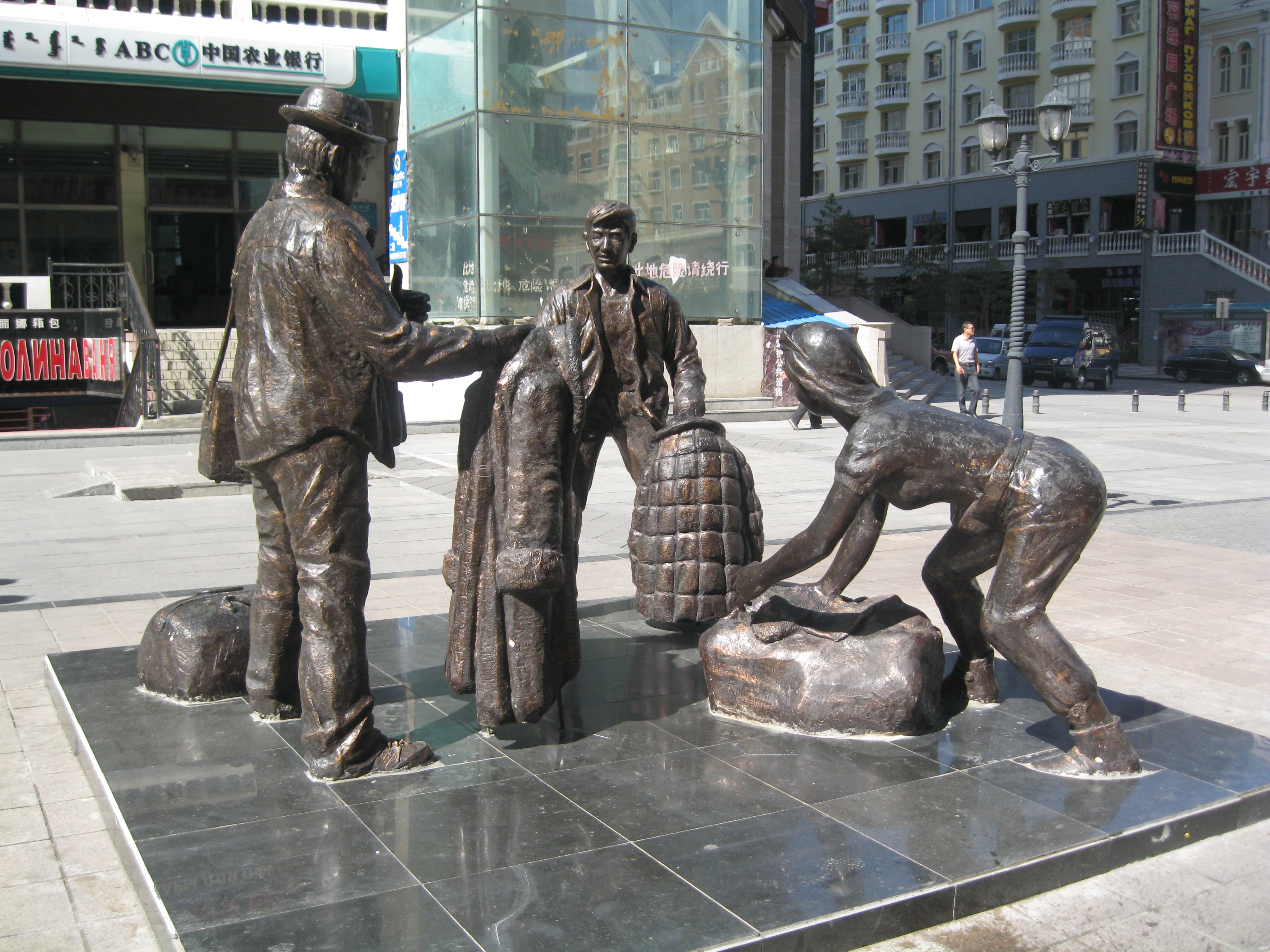
Памятник «челнокам» в находящемся на границе с Россией китайском городе Маньчжурия

Челнок — торговцы товарами широкого потребления мелким оптом и в розницу методом «челночной» торговли: самостоятельная доставка мелкой партии товара с места закупки, быстрая реализация на «своём» рынке, следующая поездка по тому же маршруту.

## Предпосылки
20 мая 1991 года в Советском Союзе отменили выездные визы, стало можно ездить за границу. До этого больше 70 лет граждане СССР не могли свободно выезжать за границу (подробнее чит. выездные и невыездные). Немного ранее, в апреле 1991 года, отменили уголовную ответственность за «нетрудовые доходы» (ст. 209 УК РСФСР), с февраля 1991 года прекратили судить за «спекуляцию» (ст. 154), а позднее, с июля 1994 года отменили уголовную ответственность за «валютные операции» (ст. 88). Всё это сделало возможным феномен «челноков».

## Этимология
Данный вид предпринимателей назван челноками по аналогии с приспособлением для ткания — челноком, который в процессе работы перемещается от одного края полотна к другому. Деятельность таких предпринимателей также подразумевает их постоянные переезды от места закупок товара до места их сбыта и обратно.

## Описание деятельности
Закупка товара, как правило, происходит на крупных оптовых рынках в стране посещения, обычно в стране, где данный товар произведен (чаще всего Китай, Польша, Турция). Транспортировку товаров челноки осуществляют самостоятельно, с использованием практически всех видов транспорта (железнодорожный, автомобильный, водный, авиационный). Сбыт в розницу производится либо самостоятельно, либо через реализаторов (продавцов). Товары чаще всего являлись изделиями лёгкой промышленности, посудой, бытовой техникой и др. Ошибочно полагать, что челноки — это только и исключительно мелкие торговцы. В 1990-х годах существовали предприниматели, перевозившие товар на заказных автобусах, и имевших десятки торговых точек на рынках, зачастую оптовых.

## Челноки на территории бывшего СССР
Развал российской экономики начала 1990-х годов привел к резкому ухудшению экономической ситуации в бывших советских республиках. Вместе с тем у населения появилась возможность заниматься легальным индивидуальным предпринимательством и беспрепятственно выезжать за границу. Сохранившийся после распада СССР дефицит товаров широкого потребления и низкий уровень жизни способствовал вовлечению широких слоев населения в массовую неупорядоченную торговлю ширпотребом.
Леонид Гозман так высказывается о "челноках": 
Они появились благодаря указу о свободе торговли и открытым границам. Мы, наверное, никогда не узнаем, сколько российских семей пережили трудные времена благодаря этим женщинам и мужчинам с огромными сумками.
Труд челнока был рискован и нелегок. Зачастую автобусы с челноками подвергались разбойным нападениям. Предпринимателей грабили, иногда убивали..
При реализации товаров в розницу также происходили конфликты с другими предпринимателями, преступными элементами, проверяющими органами.
С конца 1990-х данный сегмент рынка стал преобразовываться. Постепенно стало невыгодно самостоятельно осуществлять перевозку товаров, и количество челноков начало стремительно сокращаться. Особую роль сыграло то, что уровень жизни населения начал повышаться, и заниматься таким рискованным видом деятельности было готово всё меньшее число населения. На данном этапе в крупных городах рыночная торговля приобрела более упорядоченный характер и челноков в них осталось ничтожно мало.

## В искусстве
кинематограф
- Челночницы (сериал, Россия, 2016)[7]

Памятники челнокам
Памятники челнокам открыты в нескольких городах России, например:
- в Белгороде возле Центрального рынка в ноябре 2007 года[8].
- в Екатеринбурге открыт в июле 2009 года около центрального входа на самый большой на Урале вещевой рынок «Таганский ряд». Решение о его установке было связано с тем, что эта профессия постепенно уходит в прошлое в связи с развитием крупного бизнеса[9];
- в Благовещенске;
- в Набережных Челнах[10]
- в Бишкеке[11], Кыргызстан (у входа к самому большому рынку «Дордой», открыт в декабре 2018 года).